# انتفاضة 6 شباط 1984
نتيجة تمسك الرئيس أمين الجميل رئيس الجمهورية اللبنانية المنتخب بعد مقتل شقيقه رئيس الجمهورية بشير الجميل في العام 1982 باتفاق 17 أيار، وهو اتفاق لم بيصر النور بين حكومة أمين الجميل والحكومة الإسرائيلية مناحيم بيغين، تأزم الوضع الداخلي اللبناني.
كان نبيه بري قد أصبح زعيماً للشيعة من خلال هذه الانتفاضة ودعم من قِبل سوريا لإلغاءاتفاقية 17 أيار وقد أعلن الرئيس حافظ الأسد بأن اتفاق 17 أيار لن يمر، وسماه "اتفاق الإذعان"؛ وألغي هذا الاتفاق في جلسة لمجلس النواب اللبناني نتيجة ضغوط شعبية في آذار 1984.
بدا أن الاصطدام مع الحكم أمر لا مفر منه وفي ضوء ذلك ونتيجة الاتصالات واللقاءات تحالف رئيس حركة أمل نبيه بري مع رئيس الحزب التقدمي الاشتراكي وليد جنبلاط والرئيسين سليمان فرنجية ورشيد كرامي وقوى حزبية أخرى وصعدوا معارضتهم ضد اتفاق 17 أيار. وفيما كانت حرب الجبل بين القوات اللبنانية والحزب التقدمي الاشتراكي في أوجها كانت الاحتكاكات تشتد يوماً بعد يوم بين عناصر حركة أمل والجيش الفئوي كما كانت تطلق عليه قوى الأحزاب الوطنية في أحياء الضاحية الجنوبية لمدينة بيروت . وهكذا بدأت تتسع رقعة المعارضة ضد حكم الجميل.
قرر أمين الجميل سحق كل من يقف في وجه [[معاهدة 17 أيار|اتفاق 17 أيار، فأقدمت وحدات من الجيش على تطويق جامع بئر العبد في الضاحـية الجنوبية بـعد أن حـاول المصلين الاعتصام احتجاج على الاتفاق الموقع مع الإسرائيليين فـحصل صدام بين الجيش والمعتصمين أدى إلى استشهاد الشاب محمد نجده فتوتر الوضـع كثيرا على الأرض ولاقت الحادثة استنكارا واسع جدا.
سيطرت حال من الغليان على الشارع وبدأت الاحتكاكات تتصاعد يوما بعد يـوم بين الأهالي والجيش فبعد أيام من المـواجهة التي حصلت بين الـجيش وأهالي طريق المطار بعد محاولة جرف مساكنهم غـير الشرعية وقعت المواجـهة الثانية الأخطر في منطقة وادي أبو جميل بيـن عـدد من المتظاهرين ومعظمهم مـن مهجري المنطقة وبين قوة من الجيش اللبناني سقط بنتيجتها عدد من القتلى والجرحى وهكذا بدا إن الأمور تتجه نحو الاسواء بعد أن حمل نبيه بري مسؤولية تلك الأحداث لحكم الرئيس أمين الجميل وبدا إعداد العدة للانتفاضة على الحكم.
في هذا الوقت انفجرت الضاحية غـضباً وثارت بوجه الجيش، وتمكنت عناصر حركة أمل من السيطرة على عدد من مواقع الجيش وآلياته وأسلحته بعد سلسلة من المواجهات العنيفة؛ وخلال أقل من ثلاثة أيام كانت الضاحية تحت السيطرة بالكامل ما أثار حفيظة الرئيس أمين الجميل وجيشه فوجهت فوهات المدافع باتجاه الضاحية وقصفت أحيائها بشكل جنوني.
مع اتساع دائرة التأييد الشعبي شعر أمين الجميل بخطر حقيقي بعد فقدانه السيطرة على الضاحية ومناطق الجبل فدعم وحدات الجيش اللبناني في المناطق الغربية من بيروت وفرض حظر التجول ليلاً وكثف الجيش عمليات المداهمة وملاحقة الأشخاص المشتبه بعلاقتهم بالأحزاب، وكان لذلك مفاعيله السلبية عند الناس.
دخل عـناصر تابعة لميليشيا الكتائب والقوات اللبنانية وحزب الوطنيين الأحرار حيـث قامت باعتـقال العشرات من العناصر التابعـة للأحـزاب الوطنية ومارست شتى أنـواع الاستفزازات داخل الأحياء السكنية وحول المركز الحزبية في الشطر الغربي لبيروت كما تعرض منزل رئيس الحركة في بربور للتطويق والدهم من قبل عناصر الجيش.
أخضعت المنطقة الغربية لتدابير عسكرية صارمة ومشددة ولم تفلح كل الدعوات التي وجهت للرئيس أمين الجميل في التخفيف من الإجراءات التي تصاعدت بشكل لا يطاق ولم يعد من خيار سوى المواجهة مهما كلف الأمر.
اندفع شباب الأحزاب إلى الشارع بعضهم يحمل قطعة سلاح وبعضهم الأخر يبحث عن قطعة أخرى لحملها لعدم توفر الـسلاح والذخيرة آنذاك فلجأت إلى تهريب الأسلحة ونقلها إلى بيـروت لمد المقاتلين الذين نجحوا شيئا فشيئا في السيطرة على الجيش اللبناني التـي رفضـت الاستسلام كما جرى السيطرة على مبنيي وزارة الإعـلام في الصـنائع حيث الإذاعة الرسمية وتلفزيون لبنان في تلة الخياط واذيع بيان الانتفاضة الشهير الذي شكل منعطفا وحدثا كبيرا في تاريخ لبنان.
أعطى نداء الانتفاضة مفعوله سريعا على الأرض فلبت الوحدات العسـكرية التـابعة للواء السادس في الجيش اللبناني النداء والتزمت به وعملت على سحب الجنـود إلى الثكنات وعدم الانجرار في القـتال الداخـلي ورفض الأوامر الصادرة عن القـيادة العسكرية في وزارة الدفاع في اليرزة وهكذا أكمل مقاتلوا الحـركة سـيطرتهم على الأرض وكانت انتفاضة السادس من شباط عـام 1984 التـي هـزت لـبنان كـله.
حققت الانتفاضة أوسع تأييد شعبي فـي الصراع المفتوح ضد الاحتلال الإسرائيلي والسلطة اللبنانية المتمـثلة بالرئيـس أمين الجميل.